# II. třída okresu Olomouc
 II. třída okresu Olomouc  (okresní přebor II. třídy) tvoří společně s ostatními skupinami II. třídy osmou nejvyšší fotbalovou soutěž v Česku. Hraje se každý rok od léta do jara se zimní přestávkou. Na konci ročníku nejlepší dva týmy postupují do I. B třídy Olomouckého kraje (do skupiny A, B či C) a dva nejhorší týmy sestoupí do III. třídy okresu Olomouc

## Vítězové
| Ročník    | Vítězný tým                                            |
| --------- | ------------------------------------------------------ |
| 1980/1981 | TJ Spartak Moravia Hlubočky                            |
| 1981/1982 | TJ Sokol Příkazy                                       |
| 1982/1983 | TJ Sokol Dub nad Moravou                               |
| 1983/1984 | TJ Sokol Troubelice (sk. A) a TJ Sokol Holice (sk. B)  |
| 1984/1985 | TJ Sokol Holice (sk. A) a TJ Sokol Grygov (sk. B)      |
| 1985/1986 | TJ Sokol Bělkovice (sk. A) a TJ Sokol Slavonín (sk. B) |
| 1986/1987 | TJ Sokol Doloplazy                                     |
| 1987/1988 | TJ Sokol Horka nad Moravou                             |
| 1988/1989 | TJ Uničovské strojírny Uničov „B“                      |
| 1989/1990 | TJ Sigma Lutín                                         |
| 1990/1991 | TJ MILO Olomouc                                        |
| 1991/1992 | TJ Sokol Pňovice                                       |
| 1992/1993 | TJ Sokol Králová                                       |
| 1993/1994 | TJ Medlov                                              |
| 1994/1995 | TJ Sokol Bohuňovice                                    |
| 1995/1996 | SK Sokol Těšetice                                      |
| 1996/1997 | TJ Sokol Kožušany                                      |
| 1997/1998 | TJ Slovan Černovír                                     |
| 1998/1999 | TJ Sokol Lužice                                        |
| 1999/2000 | TJ Sokol Drahanovice                                   |
| 2000/2001 | SK Šumvald                                             |
| 2001/2002 | TJ Granitol Moravský Beroun                            |
| 2002/2003 | TJ Sokol Pňovice                                       |
| 2003/2004 | SK Chválkovice                                         |
| 2004/2005 | TJ Sigma Lutín                                         |
| 2005/2006 | FK Slavonín                                            |
| 2006/2007 | FC Drahlov                                             |
| 2007/2008 | TJ Sokol Bouzov                                        |
| 2008/2009 | TJ Sokol Velký Týnec                                   |
| 2009/2010 | FK Velká Bystřice                                      |
| 2010/2011 | TJ Sokol Doloplazy                                     |
| 2011/2012 | SK Červenka                                            |
| 2012/2013 | TJ Sokol Babice                                        |
| 2013/2014 | FK Nové Sady „B“                                       |
| 2014/2015 | FK Nemilany                                            |
| 2015/2016 | TJ Sokol Kožušany                                      |
| 2016/2017 | SK Červenka                                            |
| 2017/2018 | 1. FC Olešnice u Bouzova                               |
| 2018/2019 | TJ Sokol Velký Týnec                                   |
| 2019/2020 | Nedohráno skrze pandemii covidu-19                     |